# 白狗大山茄
白狗大山茄（学名：Solanum peikuoense）为茄科茄屬下的一个种，因本種發現於白狗大山而得名。

## 扩展阅读
- 維基物種上的相關：白狗大山茄